# Рубен Фернандес-Хіль
Рубен Фернандес-Хіль (ісп. Rubén Fernández-Gil; нар. 12 січня 1978) — колишній іспанський тенісист.
Найвищу одиночну позицію світового рейтингу — 505 місце досяг 23 квітня 2001, парну — 454 місце — 19 Apr 1999 року.

## Фінали ATP Челленджер

### Парний розряд: 1 (0–1)
| Результат | Ранг | Дата     | Турнір           | Покриття | Партнер            | Суперники                | Рахунок  |
| --------- | ---- | -------- | ---------------- | -------- | ------------------ | ------------------------ | -------- |
| Поразка   | 1.   | Сер 1998 | Сеговія, Іспанія | Тверде   | Хосе Антоніо Конде | Радек Штепанек Томаш Зіб | 3–6, 6–7 |